# کاترینا پولونینا
کاترینا پولونینا (انگلیسی: Kateryna Polunina؛ زادهٔ ۳ مارس ۱۹۸۸) تنیس‌باز اهل اوکراین است.